# Palazzo da Riva

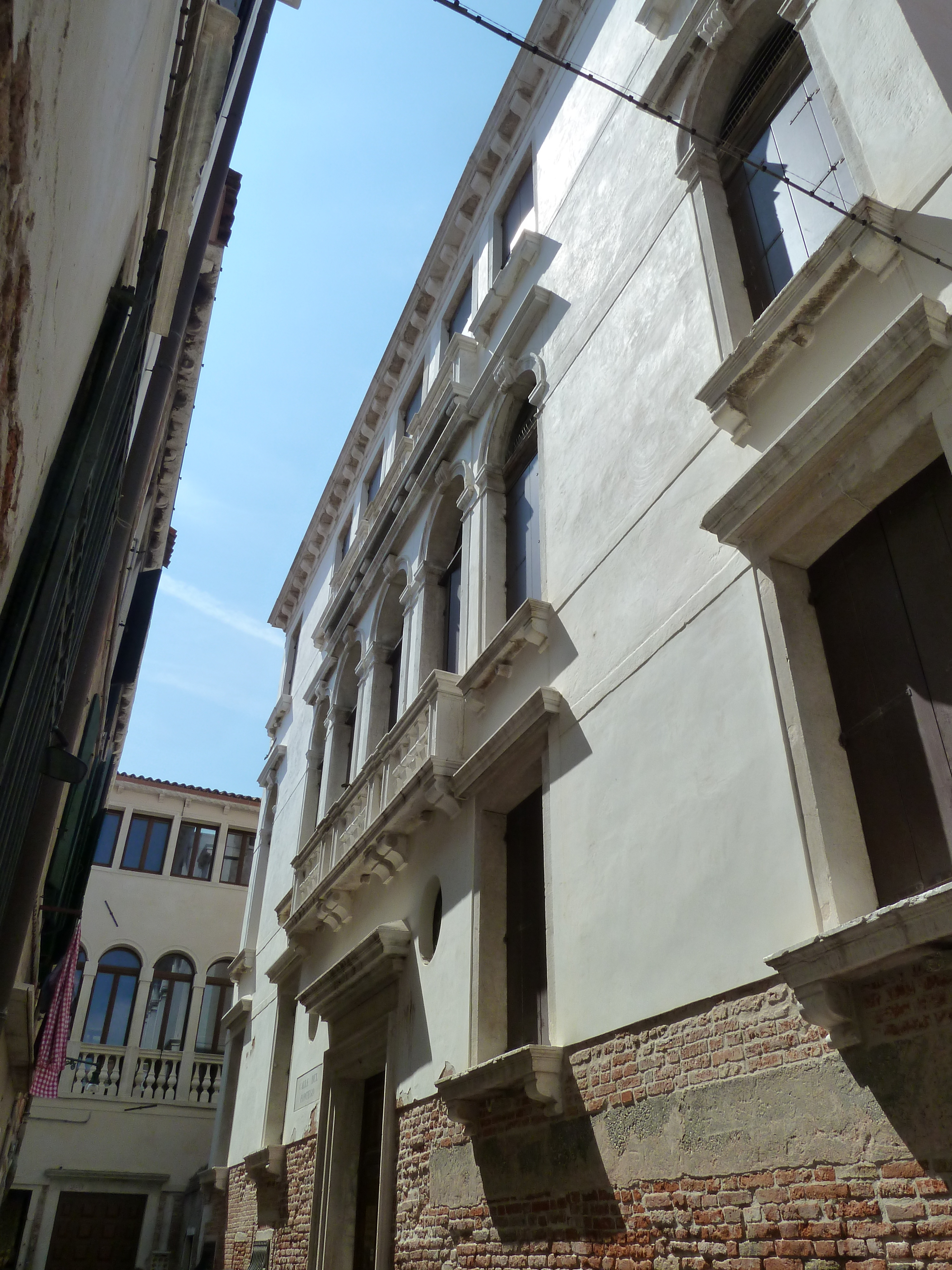

Palazzo da Riva ist ein Palast in Venedig in der italienischen Region Venetien. Er liegt im Sestiere Castello am Rio della Pietà neben dem Palazzo Martinengo.
Der Palast erstreckt sich zwischen dem Rio della Pietà im Westen und der Straße Calle del Fontego im Osten, wo sich der Haupteingang zum kleinen Innenhof und der Eingangshalle des Erdgeschosses öffnet. Das alte Patrizierhaus besteht aus einem einheitlichen Baukörper um einen Innenhof mit Brunnen und Hauptfassaden, die mit wertvollen Elementen dekoriert sind. Aus der Perspektive des Venedig von De’ Barbari (1500) unterscheiden sich die früheren Gebäude vom Gebäudeteil zum Kanal hinaus durch ihre reduzierten Dimensionen im Vergleich zu den heutigen.
Das heutige dominante Haus, das 1712 umgebaut und Domenico Rossi von Temanza zugeschrieben wird, ist dreigeteilt und hat eine doppelte Durchgangshalle. Das Gebäude erstreckt sich insgesamt über fünf Stockwerke über dem Boden und zeigt eine Rationalität der Einteilung, wie sie für Adelsgebäude in Venedig typisch ist: Vom Innenhof und vom Ufer des Kanals zum Erdgeschoss gelangt man durch die Haupteingangshalle; die Haupttreppe, die in der Mitte der Eingangshalle liegt, besteht aus einem doppelten Treppenzug aus Stein und führt zu den Porteghi (Empfangssalons) der oberen Stockwerke und dann in Holz weiter bis zum Zwischengeschoss unter dem Dach.
Der Palast zeigt eine elegant ausgearbeitete Fassade zum Rio della Pietà, die vollständig mit Platten aus istrischem Kalkstein verkleidet und in drei Ebenen unterteilt ist: In der unteren Zone mit Bossenwerk, die die architraven Öffnungen des Erd- und des Zwischengeschosses umfasst, öffnet sich ein breites Bogenportal mit einem Schlussstein, der ein menschenähnliches Hochreliefdekor trägt. Der Balkon im ersten Hauptgeschoss ist durchgehend, die Schlusssteine der Bögen stellen sich alle unterschiedlich dar, wie man es in anderen Gebäuden findet, die von Domenico Rossi und seinem Onkel Giuseppe Sardi geplant wurden. Von den Skulpturen wissen wir, dass die Rossis an die Arbeiten von Giuseppe Toretti anlehnten.